# V-motor

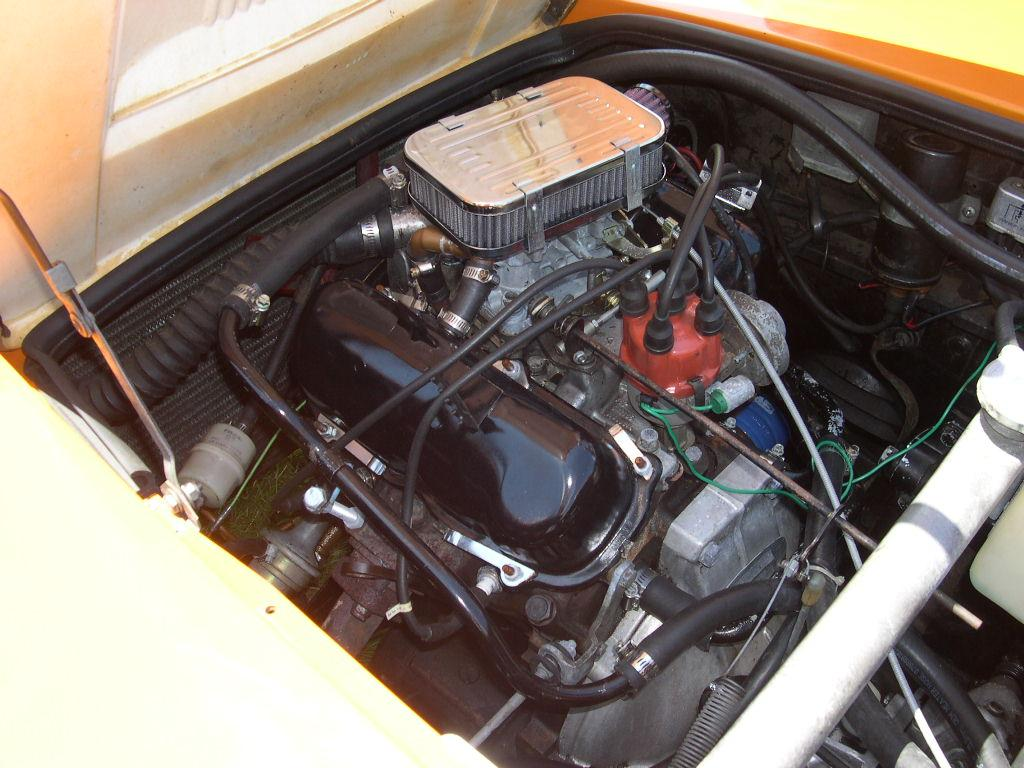
En V4-motor från Ford i en Saab Sonett III.

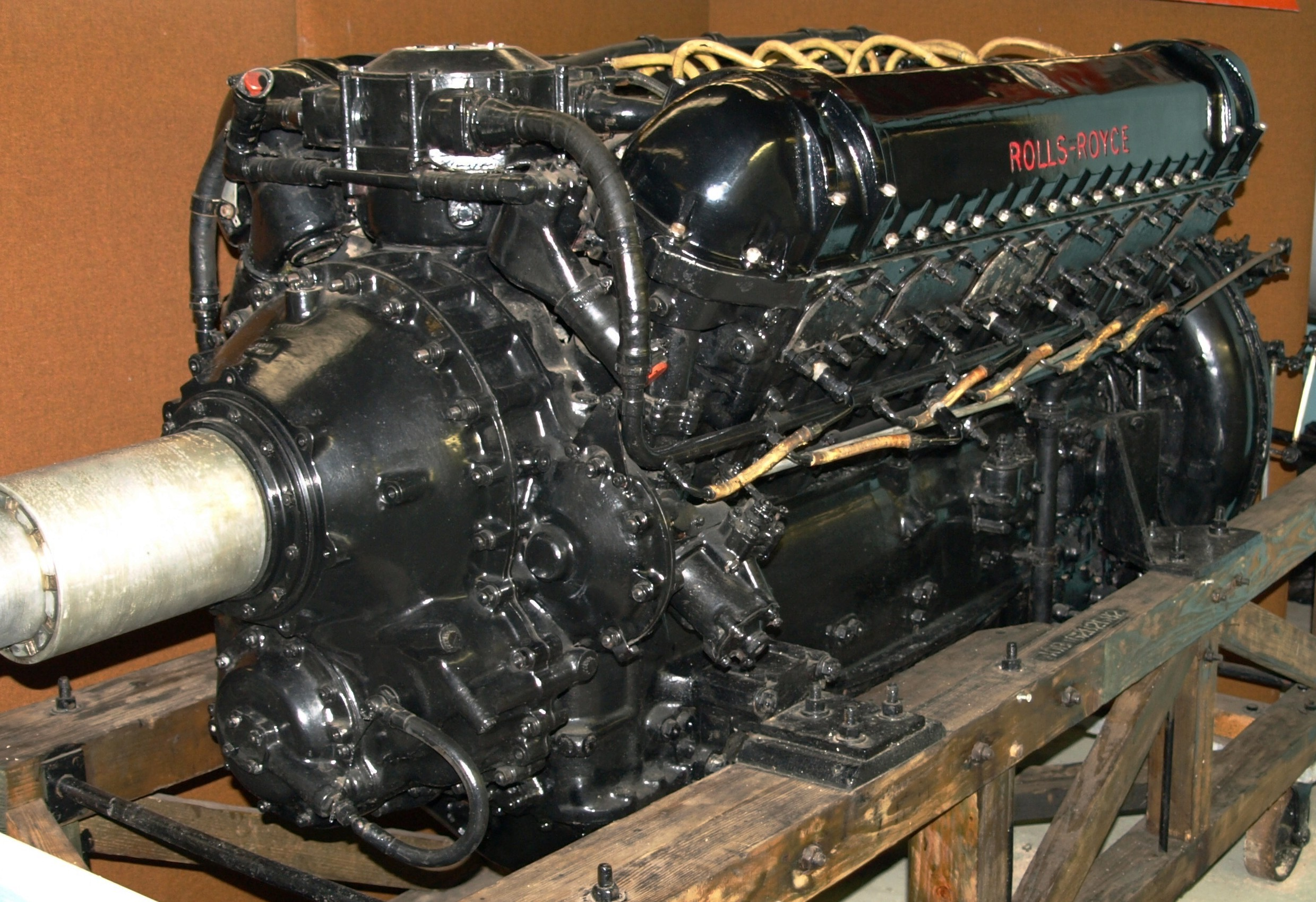
Rolls-Royce Griffon är en V12-motor på 2 500 hästkrafter. Den användes i flygplan som Fairey Firefly och sena modeller av Supermarine Spitfire.

V-motor är en konfiguration av förbränningsmotor. V-motorer har två cylinderrader (eller bara två cylindrar) som är placerade i vinkel mot varandra med vevaxeln i vinkelns spets. En V-motor är kortare och lägre men bredare än en rak motor med samma cylinderantal och slagvolym. Vilken vinkel som är optimal ur vibrationssynpunkt varierar med antalet cylindrar. En V-motor kan ha en centralt placerad kamaxel som påverkar ventilerna på båda cylinderraderna med stötstänger, medan två eller fyra överliggande kamaxlar är vanligast på moderna motorer.

## Historia
Den första V-motorn, en tvåcylindrig V-twin, konstruerades av Wilhelm Maybach och användes i Daimler Stahlradwagen 1889.
Den första V8-motorn tillverkades 1903, i form av Antoinette-motorn som konstruerats av Léon Levavasseur för tävlingsbåtar och flygplan. Den första V12-motorn tillverkades året därpå av Putney Motor Works i London, återigen för användning i tävlingsbåtar. Den första V6-motorn som nådde produktion dök upp strax efter 1908, av Deutz Gasmotoren Fabrik i Tyskland för användning som generator för bensinelektriska järnvägsmotorer. Det dröjde dock till 1950 innan V6-motorn började användas i serieproducerade bilar, och det första exemplet var Lancias V6-motor. Denna V6-motor hade en 60-gradig V-vinkel och separata vevstakar för varje cylinder, för att minska de vibrationsproblem som tidigare försök med V6-motorer i serieproduktion upplevt. 

## För- och nackdelar med V-motorer
Jämfört med en motsvarande radmotor är V-motorn mer komplicerad med fler rörliga delar, eftersom cylindrarna är uppdelade på två rader. Det är också svårare att få inbyggd naturlig balans i V-motorn, med undantag för vissa konfigurationer som t.ex. en V8 med 90 graders vinkel eller en V6 med 120 grader. Att man ändå ibland väljer V-motor beror oftast på att den är kortare än en radmotor. Det är också opraktiskt med fler än sex cylindrar i rad av utrymmesskäl och risken för torsionssvängningar i vevaxeln.
Jämfört med en boxermotor är V-motorn kompaktare och lättare att underhålla. Boxermotorn är däremot bättre balanserad och ger fordonet lägre tyngdpunkt – samt har lägre höjd så att den kan placeras under t.ex. lastutrymmet.

## Varianter
- L-twin, kallar Ducati sina V2-motorer med 90 grader mellan cylindrarna monterade i ramen så att den ena cylindern är vertikal och den andra horisontell. Rent konfigurationsmässigt är det dock en ordinär V-motor.
- VR5 och VR6 var beteckningen för Volkswagens motorer med 5 respektive 6 cylindrar som tillverkades med två cylinderrader men liten vinkel mellan dem. Det gjorde att motorn var kortare än en radmotor med samma antal cylindrar men samtidigt smalare än en renodlad V6:a. Den korta vinkeln gjorde att vevaxeln hade separata vevtappar för varje cylinder – alltså ett avsteg från hur en V-motor vanligen konstrueras. VR5 var ovanlig på det sättet att den  hade 5 cylindrar – den ena raden hade alltså en cylinder mindre. Anledningen att dessa motorer konstruerades var att man ville erbjuda 5- och 6-cylindriga motorer till befintliga bilmodeller som var konstruerade för 4-cylindriga motorer – och därför behövde få fram kompaktare konstruktioner med fler cylindrar.